# Гостиница Гальяни
Гости́ница (гости́ная) Галья́ни — памятник истории в центре Твери, расположена на углу улиц Пушкинской и Андрея Дементьева (ул. Пушкинская, 1; ул. Андрея Дементьева, 32). Главное здание гостиницы — двухэтажный дом с четырёхколонным портиком, сохранилось до наших дней.

## История
Гостиница построена обрусевшим итальянцем Павлом Дементьевичем Гальяни в конце XVIII века вместе с трактиром, рестораном и «залом для увеселений» и долгое время считалась лучшей в городе. В гостинице в 1826—1836 годах неоднократно останавливался А. С. Пушкин, в 1826 году он упомянул её в шутливом стихотворном послании к Соболевскому:

У Гальяни, иль Кальони,
Закажи себе в Твери
С пармазаном макарони
Да яишницу свари.
После смерти П. Д. Гальяни в 1831 году гостиницу содержала его вдова Шарлотта Ивановна. В 1859 году в гостинице жил Ф. М. Достоевский. В 1860-х годах гостиница продана купцу И. Д. Боброву. В конце XIX — начале XX века в здании размещалось Тверское отделение Петербургско-Тульского крестьянского поземельного банка и частная женская гимназия А. А. Римской-Корсаковой, с 1947 года — Тверское педагогическое училище, с 1993 года — Тверьуниверсалбанк, который провёл реконструкцию здания с восстановлением его первоначального облика.

## Архитектура
Здание гостиницы построено в стиле классицизм. Основной объём здания двухэтажный. Симметрично расположенные флигели на торцах здания образуют выразительную фасадную композицию. Главный фасад украшает изящный греческий портик с четырьмя колоннами. Кирпичные стены здания оштукатурены. Декор на фасаде и облицовка цоколя выполнены из белого камня.